# 粗筒兔耳草
粗筒兔耳草（学名：Lagotis kongboensis）为玄参科兔耳草属下的一个种。

## 扩展阅读
- 維基物種上的相關：粗筒兔耳草